# Rodcania kakan
Rodcania kakan è un mammifero estinto, appartenente agli xenungulati. Visse nel Paleocene (circa 62 - 56 milioni di anni fa) e i suoi resti fossili sono stati ritrovati in Sudamerica.

## Descrizione
Questo animale è noto grazie a scarsi resti fossili, ed è quindi impossibile ricostruirne l'aspetto. Dal raffronto con animali simili ma meglio noti (come Carodnia), si suppone che Rodcania fosse un animale dalla corporatura massiccia, dalle zampe robuste e piuttosto pesante. Si stima che un esemplare adulto di Rodcania potesse pesare circa 165 chilogrammi. Rodcania è noto per un frammento di mandibola sinistra con il secondo e il terzo molare inferiore. Entrambi i denti sono caratterizzati da uno spesso strato di smalto. da bande di Hunter-Schreger orientate verticalmente e da tracce di usura dentaria inclinate distalmente. Rodcania differisce dall'assai simile Carodnia e dagli altri xenungulati nel trigonide del terzo molare (semplificato e corto mesiodistalmente), nell'assenza di un paraconide, nel protolofide maggiormente obliquo rispetto all'asse mesiodistale e a un cristide obliquo dritto (diretto verso la posizione del protoconide), e nel talonide più ampio e lungo. Come in tutti gli xenungulati, il secondo molare inferiore era bilofodonte.

## Classificazione
Rodcania kakan venne descritto per la prima volta nel 2020, sulla base di un fossile ritrovato nella formazione Rio Loro, risalente al Paleocene, nell'Argentina nordoccidentale (Provincia di Tucumán). Secondo le analisi filogenetiche presenti nello studio, Rodcania è un membro basale dei Carodniidae, una delle due famiglie dell'ordine degli xenungulati, un gruppo di grossi mammiferi arcaici tipici del Paleocene e dell'Eocene del Sudamerica, forse imparentati con piroteri e notoungulati.

## Paleoecologia
Rodcania, della taglia di un grosso tapiro, era il più grande animale della fauna di Rio Loro. L'aumento di taglia negli xenungulati non mostra un chiaro rapporto con l'evoluzione di forme via via più derivate.